# Semiothisa saburraria
Semiothisa saburraria là một loài bướm đêm trong họ Geometridae.